# Zbigniew Baranowski
Zbigniew Mateusz Baranowski (Białogard, 2 de julio de 1991) es un deportista polaco que compite en lucha libre.
Ganó dos medallas en el Campeonato Europeo de Lucha, plata en 2019 y bronce en 2022.

## Palmarés internacional
| Campeonato Europeo | Campeonato Europeo | Campeonato Europeo | Campeonato Europeo |
| Año                | Lugar              | Medalla            | Categoría          |
| ------------------ | ------------------ | ------------------ | ------------------ |
| 2019               | Bucarest (Rumania) | Medalla de plata   | 92 kg              |
| 2022               | Budapest (Hungría) | Medalla de bronce  | 97 kg              |